# Цэрэнкуца
Цэрэнкуца (рум. Țărăncuța) — село в Кантемирском районе Молдавии. Наряду с селом Кёселия входит в состав коммуны Кёселия.

## География
Село расположено на высоте 98 метров над уровнем моря. Через село, по направлению с севера на юг протекает река Малая Салчия, левый приток реки Большая Салчия (водосборный бассейн реки Ялпуг).

## Население
По данным переписи населения 2004 года, в селе Цэрэнкуца проживает 852 человека (429 мужчин, 423 женщины).
Этнический состав села:
| Национальность | Число жителей | Процентный состав |
| -------------- | ------------- | ----------------- |
| молдаване      | 796           | 93.43             |
| румыны         | 50            | 5.87              |
| украинцы       | 2             | 0.23              |
| гагаузы        | 2             | 0.23              |
| прочие         | 2             | 0.23              |
| Всего          | 852           | 100 %             |